# Roddergrube 1–18
Die elektrischen Tagebaulokomotiven Roddergrube 1–18 wurde bei Henschel und SSW in der Zeit von 1924 bis 1930 in 18 bekannten Exemplaren gefertigt.
Die Lokomotiven waren bis 1964 komplett bei der Roddergrube als Nr. 1–18 und der danach folgenden Braunkohlenbahn von Rheinbraun als 1055–1072 eingesetzt. 1964 wurden drei Lokomotiven an die HEFRAG Wölfersheim abgegeben, wo sie die Betriebsnummern 5–7 bekamen und bis 1991 fuhren. Die restlichen Lokomotiven der Rheinbraun wurden 1975 ausgemustert.
Es sind zwei Fahrzeuge erhalten: Die Lokomotive HEFRAG 5 (Henschel 20333,SSW 1986) steht als Denkmal in Wölfersheim und die Lokomotive Roddergrube 16 (Henschel 20749, SSW 2251) ist auf einem Spielplatz in Brühl-West aufgestellt. Eine dritte Lokomotive, die in Köln-Braunsfeld als Denkmal stand, wurde 2002 verschrottet.

## Geschichte

### Rheinbraun
Die Lokomotiven stammen aus dem Jahr 1924, wo die erste Lokomotive bei der Roddergrube mit den Betriebsnummern 1-18 bezeichnet wurden. Mit der ständig steigenden Belastung der Fahrzeuge wanderten sie mehr und mehr in den Hilfsfahrbetrieb ab. Fotos aus den 1970er Jahren zeigen die Lokomotiven mit Haupt- und Hilfs-Stromabnehmer, diese Ausrüstung belegt die Verwendung der Fahrzeuge unter der Beladung bei den Tagebaugroßgeräten.
Mit der Übernahme der Roddergrube von Rheinbraun erhielten die Lokomotiven die Betriebsnummern 1055–1072. Die Lokomotiven wurden bei Rheinbraun 40 Jahre verwendet. 1964 verließen die ersten Fahrzeuge das Unternehmen. Die Lokomotiven Roddergrube 1–3 wurden an die HEFRAG Wölfersheim veräußert, wo sie die Nummern 5–7 erhielten. Die verbliebenen Lokomotiven von Rheinbraun wurden nach 1975 ausgemustert.

### HEFRAG Wölfersheim
1954 wurde die Bahn um Wölfersdorf elektrifiziert. Die Lokomotiven 5–7 wurden umgebaut, besonders bei den Dachaufbauten. In Wölfersheim besaßen sie nur eine Stromabnehmer.
Zum Einsatz kamen die Lokomotiven vorrangig für den Aschetransport vom Kraftwerk Wölfersheim zu den verschiedenen Kippen. Bis zuletzt wurden die Aschetransporte im Zwei-Schichtbetrieb durchgeführt, sie bestanden stets aus vier Einseitenkippern.  Der Aschetransport endete im Oktober 1991. Die Lokomotive 5 wurde in einem Museum in Wölfersheim ausgestellt.

## Technik

### Mechanik
Der mechanische Teil wurde von Henschel und der elektrische Teil von SSW gebaut. Die Lokomotiven wurden in Nietkonstruktion erstellt. Ursprünglich waren die Lokomotiven mit einem Haupt- sowie zwei Hilfsabnehmer auf dem Dach ausgeführt.
Die Lokomotiven wurden für eine Fahrdrahtspannung von 1200 V ausgelegt. Im Henschel-Werkskatalog für Industrielokomotiven war die Leistung mit zwei Motoren je 86 kW angegeben, bei den Lokomotiven ab Henschel 20382, SSW 2012 beträgt die Gesamtleistung 188 kW.